# تين كزاوين (مسكي)
تين كزاوين هو دُوَّار يقع بجماعة افرطيسة، إقليم بولمان، جهة فاس مكناس في المملكة المغربية. ينتمي الدوّار لمشيخة مسكي التي تضم 10 دواوير. يقدر عدد سكانه بـ 240 نسمة حسب الإحصاء الرسمي للسكان والسكنى لسنة 2004.

## روابط خارجية
- البوابة الوطنية للجماعات الترابية نسخة محفوظة 12 مارس 2018 على موقع واي باك مشين.
- المندوبية السامية للتخطيط